# American Teenagers
Ne doit pas être confondu avec American Teen.
Pour plus de détails, voir Fiche technique et Distribution.
American Teenagers (Losin' It) est un film américano-canadien réalisé par Curtis Hanson et sorti en 1983.

## Synopsis
Quatre jeunes Californiens partent pour une virée jusqu'à la frontière mexicaine. À Tijuana, ils font un pacte et décident de perdre leurs virginités durant la nuit.

## Fiche technique
Sauf indication contraire, les informations mentionnées dans cette section peuvent être confirmées par la base de données cinématographiques IMDb,  présente dans la section « Liens externes ».
- Titre français : American Teenagers
- Titre original : Losin' It
- Réalisation : Curtis Hanson
- Scénario : Bill L. Norton
- Musique : Kenneth Wannberg
- Montage : Richard Halsey
- Photographie : Gilbert Taylor
- Sociétés de production : Tiberius Film Productions et Tijuana Productions
- Distribution : Embassy Pictures (États-Unis), Pan-Canadian Film Distributors (Canada), Eurogroup (France)
- Pays de production :  États-Unis,  Canada
- Format : Couleur
- Durée : 100 minutes
- Genre : comédie, road movie, érotique
- Dates de sortie[1] :
  - Canada et États-Unis : 8 avril 1983
  - États-Unis : 22 avril 1983
  - France : 8 juin 1983
- Affiche : Vanni Tealdi (France)

## Distribution
- Tom Cruise : Woody
- Jackie Earle Haley : David « Dave » Karpman
- John Stockwell : Spider
- Shelley Long : Kathy
- John P. Navin Jr. : Wendell
- Henry Darrow : le shérif
- Hector Elias : Chuey
- Daniel Faraldo (it) : le chauffeur de taxi 1
- Mario Marcelino : Pablo
- James Victor : Morales
- Kale Browne : Larry
- Rick Rossovich : l'officier de Marine
- Enrique Castillo : le chauffeur de taxi 2
- Cornelio Hernandez : le grand type en prison

## Production
Le tournage a lieu à Los Angeles et Calexico.